# Бодхичарьяватара
Бодхичарья-аватара (или Бодхичарьяватара или Бодхисаттвачарьяаватара) — философская поэма Шантидэвы, являющаяся фундаментальным произведением буддизма Махаяны и одним из важнейших первоисточников учения Будды Шакьямуни.  Бодхичарья-аватара входит в число шести основных трактатов, изучаемых в рамках классического буддийского образования. В Бодхичарья-аватаре Шантидэва в самых возвышенных выражениях раскрывает тему великого сострадания бодхисаттвы, а также излагает систему шести парамит.

## История возникновения
Согласно буддийскому преданию, Шантидэва, находясь в монастыре Наланда, проводил время в праздности. Желая избавиться от Шантидэвы, монахи попросили его продекламировать сутры наизусть. Шантидэва спросил их желают ли они услышать существующие сутры или новое учение. Когда монахи пожелали услышать нечто новое, Шантидэва начал декламировать Бодхичарья-аватару. При этом он вошёл в состояние самадхи и начал левитировать.

## Содержание
1. Хвала бодхичитте.
2. Осмысление сотворенного зла.
3. Зарождение бодхичитты.
4. Самоконтроль.
5. Бдительность.
6. Терпение.
7. Усердие.
8. Медитация.
9. Мудрость.
10. Посвящение заслуг[3].

## Пример четверостиший
Глава пятая. Бдительность.

Те, кто желает неотступно практиковать [Учение],

Должны внимательно следить за своим умом,

Ибо тем, кто за ним не следит,

Не удастся практиковать неослабно.

В этом мире непокорные и безумные слоны

Не сумеют причинить столько вреда,

Сколько вырвавшийся на свободу слон моего ума,

Способный низвергнуть меня в ад Авичи.

Но, если слон ума крепко-накрепко связан

Со всех сторон веревкой памятования,

Все страхи исчезнут,

А все добродетели сами придут в мои руки.
— Шантидэва. Бодхичарья-аватара

## В современном буддизме
В современном буддизме поэме Шантидэвы придаётся большое значение.
Далай-лама XIV отмечал значение этого труда для своего самообразования и проводил прямую трансляцию в интернете, посвященную Бодхичарья-аватаре.
Тринле Тхае Дордже проводит ежегодные уроки, посвященные Бодхичарья-аватаре.

### Научная литература
- Торчинов Е. А. Введение в буддологию: курс лекций. — СПб.: Санкт-Петербургское философское общество, 2000. — 304 с. — ISBN 5-93597-019-8.
- Урбанаева И. С.. Становление тибетской и китайской махаяны: в контексте проблемы аутентичного буддизма. — Улан-Удэ: БНЦ СО РАН, 2014. — 364 с. — ISBN 978-5-7925-0409-7.
- Бадмаева М. В., Сандакова А. В.. Практики преобразования ума и поведения бодхисаттв как отличительная черта буддизма Махаяны // Вестник Бурятского государственного университета : журнал. — 2018. — № 3—2. — С. 56—61. — ISSN 1994-0866.
- Аякова Ж. А.. Буддизм Махаяны как духовно-интеллектуальный ресурс // Вестник Бурятского государственного университета : журнал. — 2016. — № 3. — С. 141—146. — ISSN 1994-0866.
- Урбанаева И. С., Лощенков А. В.. Первоисточники учения о стадиальности пути в индо-тибетской Махаяне // Вестник архивиста : журнал. — 2023. — № 4. — С. 971—982. — ISSN 2073-0101.

### Переводы и комментарии
- Шантидева. Путь бодхисаттвы (Бодхичарья-аватара) / Пер. и общ. ред. Ю. Жиронкиной. — М.: Фонд «Сохраним Тибет», 2021. — 280 с. — ISBN 978-5-905792-46-5.
- Шантидева. Бодхичарья-аватара. Путь бодхисатвы. Перевод: Тензин Сангмо. Издательство: Ганга. Год издания: 2017, ISBN 978-5-9909022-2-0
- Бодхичарья-аватара. Путь Бодхисаттвы. Поэтический перевод Романа Гаруды. Издательство: Издательские решения. Год издания: 2018, ISBN 978-5-4490-1350-7
- Путь Бодхисаттвы (Бодхичарья-аватара). Перевод: Юлия Жиронкина. Издательство: Карма Йеше Палдрон, Уддияна. Год издания: 2000, ISBN 5-87908-001-X
- Далай-лама. Совершенная мудрость. Комментарий к девятой главе «Бодхичарья-аватары» Шантидевы. Перевод: Юлия Жиронкина. Издательство: Фонд «Сохраним Тибет». Год издания: 2016, ISBN 978-5-905792-23-6
- Далай-лама. Вспышка молнии во мраке ночи. Краткий комментарий к «Бодхичарья-аватаре» Шантидевы. Перевод: Юлия Жиронкина. Издательство: Фонд «Сохраним Тибет». Год издания: 2016, ISBN 978-5-905792-22-9